# Islámské muzeum (Jeruzalém)

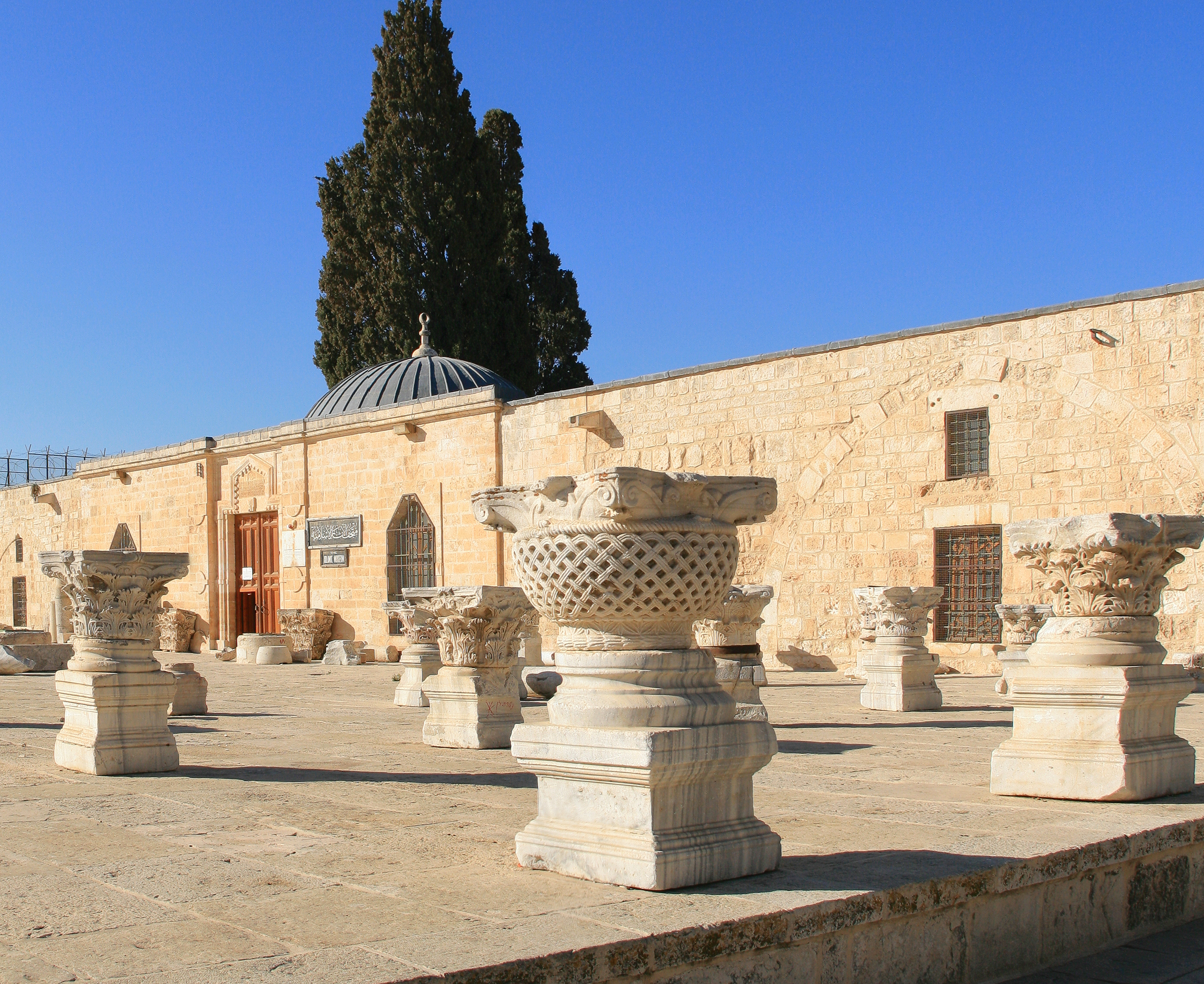
Islámské muzeum

Islámské muzeum (také Islámské muzeum Haram al-Sharif, arabsky: متحف الآثار الإسلامية; hebrejsky: מוזיאון האסלאם) je muzeum poblíž mešity Al-Aksá na Chrámové hoře v části Starého Města v Jeruzalémě.
Islámské muzeum bylo administrativně založeno Nejvyšší muslimskou radou v roce 1923, v roce 1927 bylo umístěno do budovy Maghrebské mešity (Mešita Málikíů) a přestěhovalo se sem v roce 1929. Ředitel Islámského muzea je zároveň ředitelem knihovny mešity al-Aksá.

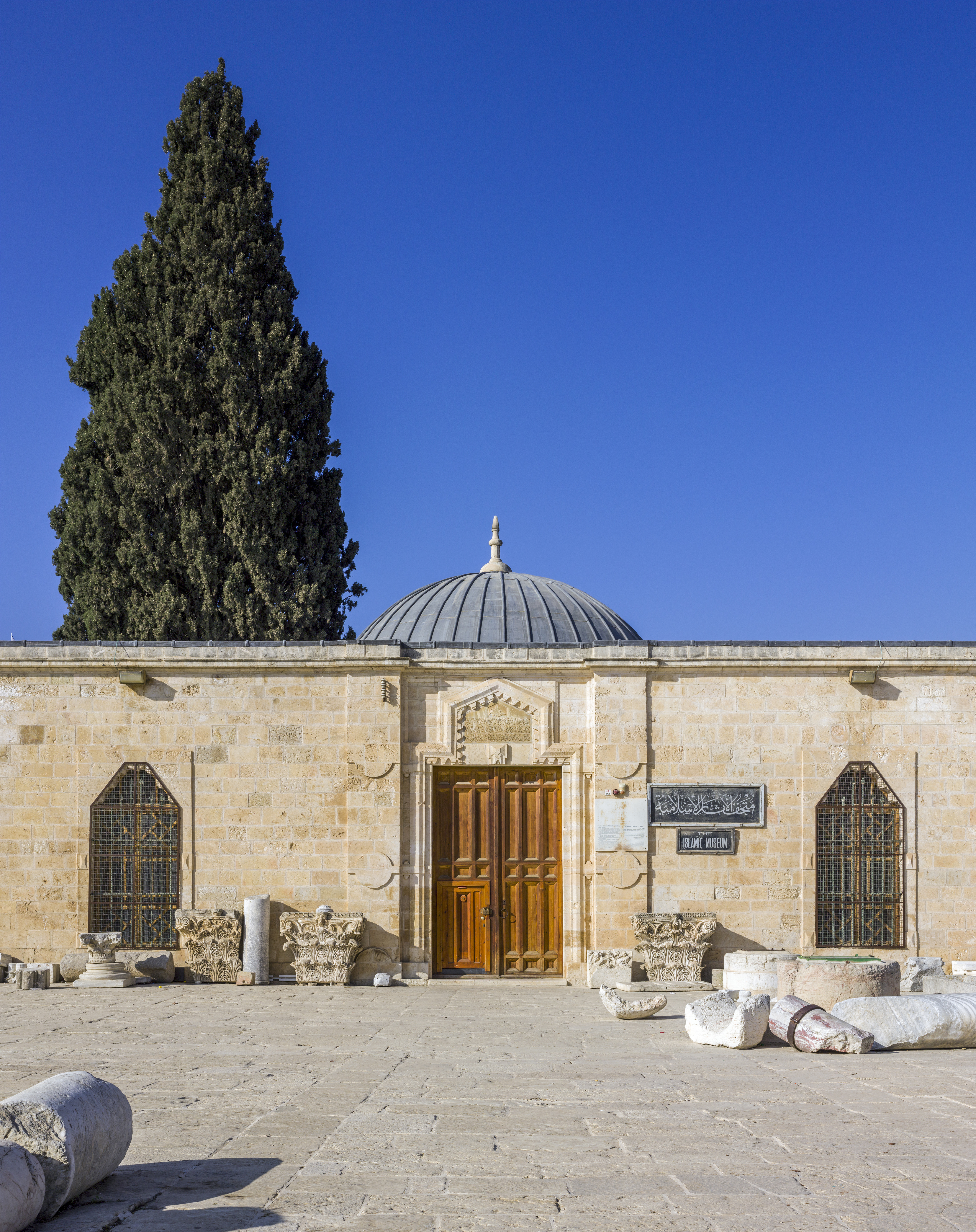
Vchod do Islámského muzea

Jsou zde vystaveny exponáty z deseti období islámské historie a několika muslimských oblastí. V muzeu se nachází velká sbírka důležitých islámských rukopisů a koránů. V 70. letech 20. století byly ve sbírkách muzea objeveny dokumenty z mameluckého období.

## Historie a popis

### Historie

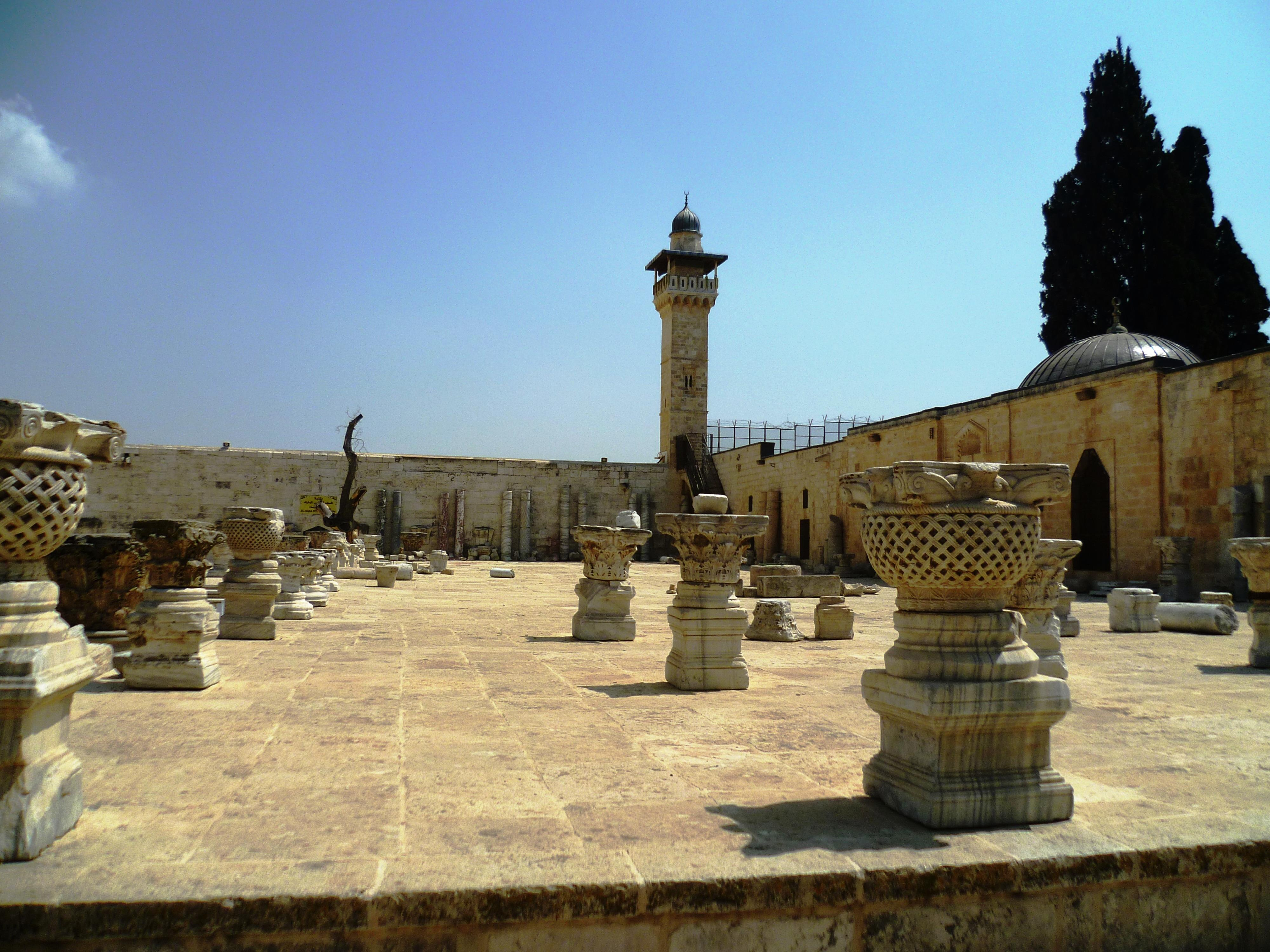
Nádvoří před Islámským muzeem a v pozadí minaret Al-Fakhriyya

Budova Islámského muzea byla původně postavena Řádem templářů, který byl založen v letech 1119-1120 po úspěšné 1. křížové výpravě do Svaté země (1096–1099). Používali ji jako přístavbu ke svému velitelství zřízenému v bývalé mešitě Al-Aksá. V roce 1194 po muslimském znovudobytí Jeruzaléma byla mešita obnovena.
V hlavní budově dnešního Islámského muzea se nacházela Maghrebská mešita (Mešita Málikíů), která sloužila maghrebským učencům uznávajícím Málikího školu práva. Maghrebská mešita sousedila s dnes již zaniklou Maghrebskou čtvrtí, která byla v roce 1967 zcela srovnána se zemí Izraelci.
Vedlejší budova Islámského muzea sloužila jako shromažďovací sál pro medresu al-Fakhriya (Fakhr al-Din Mohammad) - školu pro studium islámského náboženství. Byla postavena během mamelucké éry al-Mansurem Qalawunem v roce 1282 n. l.

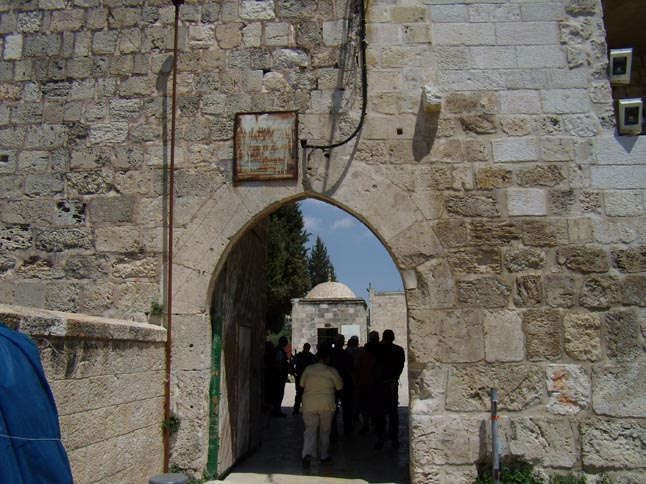
Maghrebská brána

Většina ostatních budov komplexu, považovaného za součást mešity al-Aksá, byla zničena izraelskou armádou v roce 1969.

### Popis
Interiér hlavního sálu Islámského muzea kdysi sloužil jako Maghrebská mešita. Je na obdélníkovém půdorysu a skládá se ze sedmi ploch různých velikostí, z nichž všechny jsou zastřešeny sudovitými kopulemi. Centrální prostor navazuje přímo na hlavní vchod, je zakryt centrální mělkou kopulí v osmanském stylu. Na konci sálu na jižní stěně byl původně mihráb, který byl odstraněn a nahrazen dveřmi, které vedou do vnitřní haly muzea (původně ženské mešity).
Na sever od muzea se nachází Maghrebská brána (Maurská brána, Marocká brána nebo Brána Maročanů). Jižní část muzea se nachází hned vedle knihovny al-Aksá. Na malém nádvoří východně od muzea se nachází kopule Yusufa Aghy a mnoho hlavic sloupů. Dále na východ, na druhé straně nádvoří, je západní strana mešity al-Aksá.

## Exponáty

### Rukopisy Koránu

Slovo Alláh, odvozeno ze zkrácení členu al- a ilāh, což znamená Bůh.

Muzeum má kolem 600 kopií hlavního náboženského textu islámu - Koránu. Mešitě al-Aksá byly darovány chalífy, sultány, emíry, ulamy nebo soukromými osobami během éry Umajjovců, Abbásovců, Fátimovců, Ajjúbovců, Mamlúků, Osmanské říše. Liší se velikostí, kaligrafií a ornamentem:
- Jedním z nejcennějších je ručně psaný Korán, jehož přepis provedl prapravnuk Mohameda.
- Další Korán je napsán kúfským písmem a pochází z 8.-9. století.
- Vícesvazkový rukopis 30dílný marocký rabʿah odkázal v roce 1344 sultán Abu al-Hasan al-Marini z Maroka. Je to jediný dochovaný rukopis ze tří sbírek, které sultán poslal do mešit ve třech svatých městech islámu - Mekce, Medíně a Jeruzalémě.
- Vzácností je velmi rozsáhlý Korán o rozměrech 100 x 90 centimetrů, který pochází ze 14. století.

### Ostatní artefakty

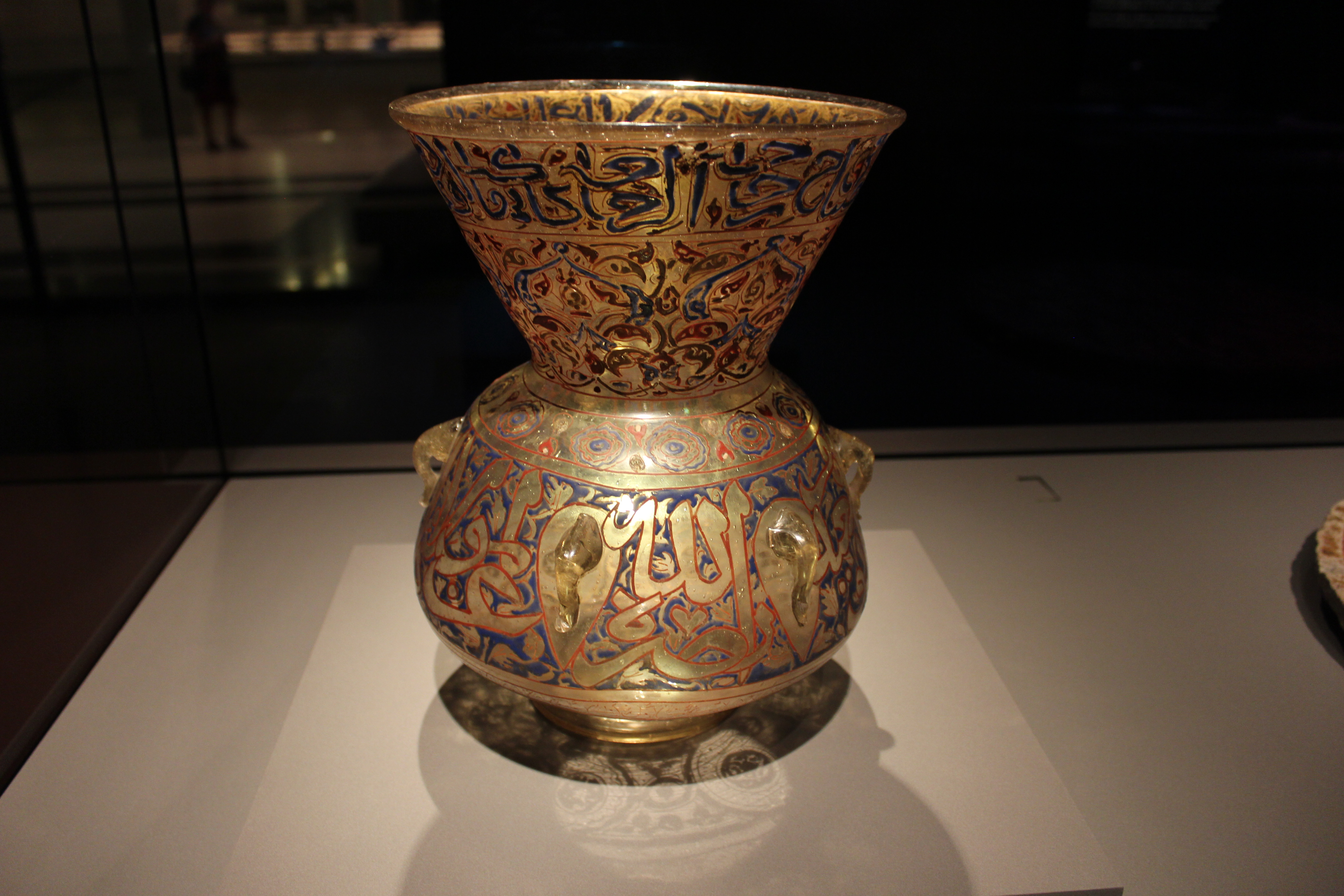
Zdobená skleněná islámská lampa

Mezi ostatní vzácné artefakty patří například:
- Velké měděné kotlíky na polévku používané v kuchyni Haseki Sultan Imaret ze 16. století, které darovala Hürrem Sultan, manželka Sulejmana Nádherného.
- Vitrážová okna, dřevěné panely, keramické dlaždice a železné dveře z doby vlády Sulejmana Nádherného.
- Dělo používané k oznámení porušení ramadánu a velká sbírka zbraní.
- Velký voskový kmen stromu a ohořelé zbytky Saladinova Minbar postaveného Núr ad-Dín Zangím v 70. letech 11. století. Byly zničeného nebo poškozeny při žhářském útoku v roce 1969.
- Krví potřísněné oblečení 17 Palestinců zabitých při nepokojích na Chrámové hoře v roce 1990.[3]